# روب كينغ
روب كينغ (بالإنجليزية: Rob King)‏ هو ملحن ومهندس أمريكي، ولد في 1970 في لوس أنجلوس في الولايات المتحدة.

## وصلات خارجية
- روب كينغ على موقع IMDb (الإنجليزية)
- روب كينغ على موقع ميوزك برينز (الإنجليزية)
- روب كينغ على موقع ديسكوغز (الإنجليزية)